# Vrhunc
Vrhunc je priimek več znanih Slovencev:
- Bogo Vrhunc, glasbenik trobentač
- Franc Vrhunc (1928—2011), duhovnik, nadškofijski tajnik in kancler
- Franica Vrhunc (1881—1964), redovnica, tiflopedagoginja
- Janez Vrhunc (1921—1992), dramatik, gledališki režiser
- Janez Vrhunc (*1937), arhitekt
- Lar(is)a Vrhunc (*1967), skladateljica in muzikologinja
- Luka Vrhunc (*1991), nogometaš
- Matjaž Vrhunc (*1963), atlet - tekač
- Meta Vrhunc, predsednica Društva za biološko-dinamično gospodarjenje AJDA in Združenja za zdravo Slovenijo, ekološka kmetovalka
- Metka (Anka) Vrhunc (r. Prevec) (*1939), modna oblikovalka, univ. profesorica
- Peter Vrhunc, jazz-glasbenik, klarinetist
- Polonca Vrhunc - Pika (1940—2020), umetnostna zgodovinarka, kustodinja NG
- Urš(k)a Vrhunc (*1969), arhitektka